# Grijskapspecht
De grijskapspecht (Yungipicus canicapillus synoniem:Dendrocopos canicapillus) is een kleine soort specht uit de familie (Picidae) die voorkomt in een groot gebied in Zuid-, Zuidoost- en Oost-Azië.

## Beschrijving
De grijskapspecht lijkt sterk op de bruinkapspecht. De grijskapspecht is iets groter (15 cm). Beide soorten lijken een beetje op de in Europa voorkomende kleine bonte specht, met hetzelfde formaat en dezelfde zwart-wittekening op de rug. De koptekening is anders, beide soorten hebben een witte wenkbrauwstreep en een zwarte oogstreep. De grijskopspecht heeft een grijze kap (die in het veld slecht al zodanig te zien is en eerder zwart lijkt) en het vrouwtje van de bruinkapspecht heeft een bruine kap. Het opvallendste verschil is het verenkleed aan de onderzijde. De grijskapspecht heeft een gespikkelde borst op een okerkleurige ondergrond en de bruinkapspecht is daar wit met zwarte streepjes. Daarnaast is er een verschil in habitatkeuze.

## Verspreiding en leefgebied
De grijskapspecht komt voor van Pakistan tot in Mantsjoerije, Zuid-China, Indochina, en de Indische Archipel in subtropisch en tropisch bos en hellingbossen tot op een hoogte van 2100 m boven de zeespiegel, maar ook in aangeplant bos en plantages. Het is een plaatselijk algemene vogel.
De soort telt elf ondersoorten:
- Y. c. doerriesi: zuidoostelijk Siberië, Mantsjoerije en Korea.
- Y. c. scintilliceps: oostelijk China.
- Y. c. kaleensis: centraal, westelijk-centraal en zuidelijk China en Taiwan.
- Y. c. swinhoei: Hainan (nabij zuidelijk China).
- Y. c. mitchellii: van noordelijk Pakistan en noordwestelijk India tot Nepal.
- Y. c. semicoronatus: van oostelijk Nepal tot noordoostelijk India.
- Y. c. canicapillus: van Bangladesh en noordoostelijk India via zuidelijk Myanmar tot Thailand en Laos.
- Y. c. delacouri: zuidoostelijk Thailand, Cambodja en zuidelijk Vietnam.
- Y. c. auritus: zuidwestelijk Thailand en Malakka.
- Y. c. volzi: Sumatra en de Riouwarchipel.
- Y. c. aurantiiventris: Borneo.

## Status
Het verspreidingsgebied is zeer groot daardoor alleen al is de kans op uitsterven uiterst gering. Er is aanleiding te veronderstellen dat de soort in aantal stabiel blijft. Om die redenen staat de grijskapspecht als niet bedreigd op de Rode Lijst van de IUCN.

Foto's van de grijskapspecht gemaakt in Jayanti, Duars, West Bengalen
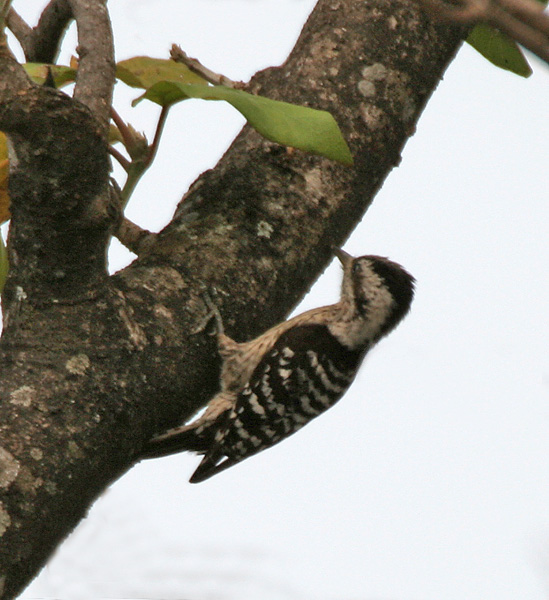
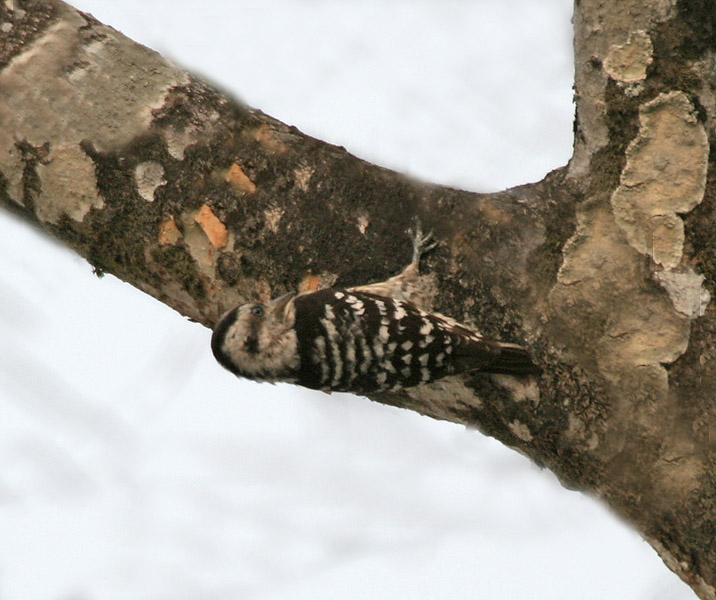